# 四新乡
四新乡是中国陕西省安康市白河县下辖的一个乡。

## 行政区划
四新乡下辖以下行政区：
油房村、四新村、彭家村、晏家村